# Dysglyptogona striatura
Dysglyptogona striatura är en fjärilsart som beskrevs av George Francis Hampson 1926. Dysglyptogona striatura ingår i släktet Dysglyptogona och familjen nattflyn. Inga underarter finns listade i Catalogue of Life.